# The High Bright Sun
The High Bright Sun (En España Persecución Implacable y en Latinoamérica Alto Brilla el Sol) es una película de acción británica de 1964 dirigida por Ralph Thomas y protagonizada por Dirk Bogarde, George Chakiris y Susan Strasberg. Ambientada en Chipre durante el EOKA revuelta de Chipre, adapta una novela de Ian Stuart Black.

## Resumen
En 1957, Juno (Susan Strasberg), una estudiante de arqueología americana, está visitando Chipre con la familia del amigo de su padre, el doctor Andros (Joseph Furst). Presencia un ataque por dos EOKA qué matan a dos soldados británicos, pero es incapaz de identificar a los asesinos ante el agente de inteligencia británico local, McGuire (Dirk Bogarde).
Entonces Juno se da cuenta de que un alto mando de la EOKA, el general Skyros (Gregoire Aslan) está escondido en la casa de Andros. El joven EOKA Haghios (George Chakiris) quiere matar a Juno para evitar que hable.

## Reparto
- Dirk Bogarde es McGuire.
- George Chakiris es Haghios.
- Susan Strasberg es Juno Kozani.
- Denholm Elliott es Baker.
- Grégoire Aslan es el general Stavros Skyros.
- Colin Campbell es Emile Andros.
- Joseph Furst es el doctor Andros.
- Katherine Kath es Mrs Andros.
- George Pastell es Prinos.
- Paul Stassino es Alkis.
- Nigel Stock es el coronel Park.
- Derek Partridge es un cabo de la policía militar.

## Producción
Fue el primer largometraje británico en describir la Emergencia de Chipre.
Ian Stuart Black fue contratado para adaptar su novela. La productora contrató a Bryan Forbes para hacer un poco de trabajo adicional en el guion.
El director Thomas probó a Jane Fonda, Jean Seberg y Lee Remick pero al final se decidió por Susan Strasberg como protagonista.
La filmación empezó en junio de 1964. Tuvo lugar en Bari, Foggia y el Gargano en Italia Del sur. Chipre fue considerado demasiado peligroso para filmar, así que a pesar de estar ambientado allí, Chipre no aparece. El aeropuerto del final es el de Atenas.

## Recepción
La mayoría de críticas contemporáneas son negativas, en parte porque la película nunca hace mención de los turcos.
Según Jonathan Stubbs, "la película describe la decadencia del poder británico sin nostalgia, sugiriendo que los soldados ingleses volvieron amargamente desengañados de los valores que defendían tradicionalmente."